# Richmond—Wolfe
Pour les articles homonymes, voir Richmond et Wolfe.
Richmond—Wolfe (aussi connue sous le nom de Richmond) fut une circonscription électorale fédérale située dans la région du Centre-du-Québec et de Chaudière-Appalaches dans le sud du Québec, représentée de 1867 à 1997.
C'est l'Acte de l'Amérique du Nord britannique de 1867 qui créa ce qui fut appelé le district électoral de Richmond—Wolfe. Abolie en 1966, elle fut redistribuée parmi les circonscriptions de Richmond et de Drummond.
Richmond devint Richmond—Wolfe en 1980, avant d'être abolie en 1996 et redistribuée parmi les circonscriptions de Richmond—Arthabaska et de Compton—Stanstead.

## Géographie
En 1987, la circonscription de Richmond—Wolfe comprenait:
- Les villes d'Asbestos, Bromptonville, Danville, Disraeli, Richmond, Rock Forest, Valcourt et Windsor
- Le comté de Richmond
- Les paroisses de Saint-Rémi-de-Tingwick et de Tingwick
- Les municipalités de Lawrenceville, du canton de Valcourt, Bonsecours, Maricourt, Racine, Sainte-Anne-de-Larochelle, Deauville, Bishopton, Marbleton, Saint-Gérard, Weedon-Centre, le canton de Dudswell, Stratford et Fontainebleau

## Députés
| Législature                                             | Années    | Député                     | Député                   | Parti                     |
| ------------------------------------------------------- | --------- | -------------------------- | ------------------------ | ------------------------- |
| Richmond—Wolfe                                          |           |                            |                          |                           |
| 1e                                                      | 1867–1872 |                            | William Hoste Webb       | Conservateur              |
| 2e                                                      | 1872–1874 |                            | William Hoste Webb       | Conservateur              |
| 3e                                                      | 1874–1878 |                            | Henry Aylmer             | Libéral                   |
| 4e                                                      | 1878–1882 |                            | William Bullock Ives     | Conservateur              |
| 5e                                                      | 1882–1887 |                            | William Bullock Ives     | Conservateur              |
| 6e                                                      | 1887–1891 |                            | William Bullock Ives     | Conservateur              |
| 7e                                                      | 1891–1896 | Clarence Chester Cleveland |                          | Conservateur              |
| 8e                                                      | 1896–1900 |                            | Michael Thomas Stenson   | Libéral                   |
| 9e                                                      | 1900–1904 | Edmund William Tobin       |                          | Libéral                   |
| 10e                                                     | 1904–1908 | Edmund William Tobin       |                          | Libéral                   |
| 11e                                                     | 1908–1911 | Edmund William Tobin       |                          | Libéral                   |
| 12e                                                     | 1911–1917 | Edmund William Tobin       |                          | Libéral                   |
| 13e                                                     | 1917–1921 | Edmund William Tobin       |                          | Libéral                   |
| 14e                                                     | 1921–1925 | Edmund William Tobin       |                          | Libéral                   |
| 15e                                                     | 1925–1926 | Edmund William Tobin       |                          | Libéral                   |
| 16e                                                     | 1926–1930 | Edmund William Tobin       |                          | Libéral                   |
| 17e                                                     | 1930–1935 |                            | Joseph-François Laflèche | Conservateur              |
| 18e                                                     | 1935–1940 |                            | James Patrick Mullins    | Libéral                   |
| 19e                                                     | 1940–1945 |                            | James Patrick Mullins    | Libéral                   |
| 20e                                                     | 1945-1949 |                            | James Patrick Mullins    | Libéral                   |
| 21e                                                     | 1949–1953 | Ernest-Omer Gingras        |                          | Libéral                   |
| 22e                                                     | 1953–1957 | Ernest-Omer Gingras        |                          | Libéral                   |
| 23e                                                     | 1957–1958 | Ernest-Omer Gingras        |                          | Libéral                   |
| 24e                                                     | 1958–1962 |                            | V. Florent Dubois        | Progressiste-conservateur |
| 25e                                                     | 1962–1963 |                            | André Bernier            | Crédit social             |
| 26e                                                     | 1963–1965 |                            | Patrick Tobin Asselin    | Libéral                   |
| 27e                                                     | 1965–1968 |                            | Patrick Tobin Asselin    | Libéral                   |
| Richmond                                                |           |                            |                          |                           |
| 28e                                                     | 1968–1971 |                            | Léonel Beaudoin          | Ralliement créditiste     |
| 28e                                                     | 1971–1972 | Crédit social              | Léonel Beaudoin          |                           |
| 29e                                                     | 1972–1974 | Crédit social              | Léonel Beaudoin          |                           |
| 30e                                                     | 1974–1979 | Crédit social              | Léonel Beaudoin          |                           |
| 31e                                                     | 1979–1980 |                            | Alain Tardif             | Libéral                   |
| Richmond—Wolfe                                          |           |                            |                          |                           |
| 32e                                                     | 1980–1984 |                            | Alain Tardif             | Libéral                   |
| 33e                                                     | 1984–1988 |                            | Alain Tardif             | Libéral                   |
| 34e                                                     | 1988–1993 |                            | Yvon Côté                | Progressiste-conservateur |
| 35e                                                     | 1993–1997 |                            | Gaston Leroux            | Bloc québécois            |
| Dissoute parmi Richmond—Arthabaska et Compton—Stanstead |           |                            |                          |                           |